# Yen (canción)
«Yen» es una canción de la banda estadounidense de heavy metal Slipknot. Fue lanzado como el tercer sencillo del séptimo álbum de estudio de la banda The End, So Far el 5 de agosto de 2022.

## Antecedentes
En una entrevista con Kerrang! antes del lanzamiento del álbum, el vocalista Corey Taylor dijo: "'Yen' es probablemente una de mis canciones favoritas que hemos hecho. luego parte de la música es como si tocáramos a nuestro Tom Waits interior de maneras extrañas".

## Video musical
El video musical de la canción se lanzó el 22 de agosto de 2022. Dirigido por el miembro de la banda Shawn Crahan, presenta a la banda actuando en una mansión grande y espeluznante con tomas de figuras inquietantes y ocultas. La canción también presenta a Corey Taylor sin máscara como el protagonista central del video. Esta es solo la cuarta vez que Taylor sin máscara aparece en uno de los videos musicales de la banda después de "Before I Forget", "Dead Memories" y "Snuff".
A partir de octubre de 2022, el video musical de "Yen" tiene más de 6 millones de visitas en YouTube.